# 푸에르타 델 솔

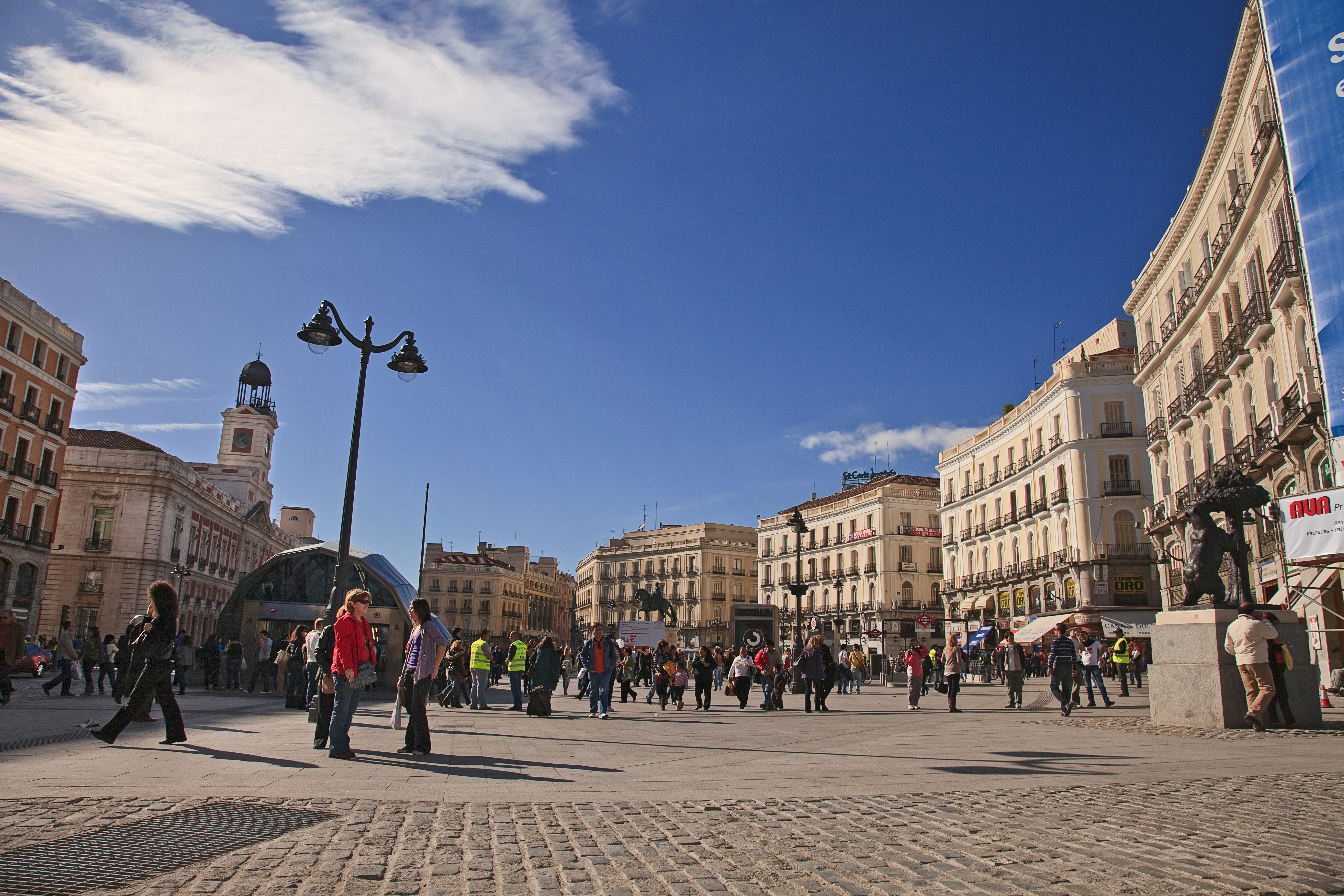
푸에르타 델 솔

푸에르타 델 솔(스페인어: Puerta del Sol)은 스페인 마드리드에 있는 광장이다. 이 광장에서 스페인의 새해 전통인 포도 12알을 먹는 행사가 시작되었으며 1962년 12월 31일부터 새해 카운트다운의 모습이 TV 중계되고있다.

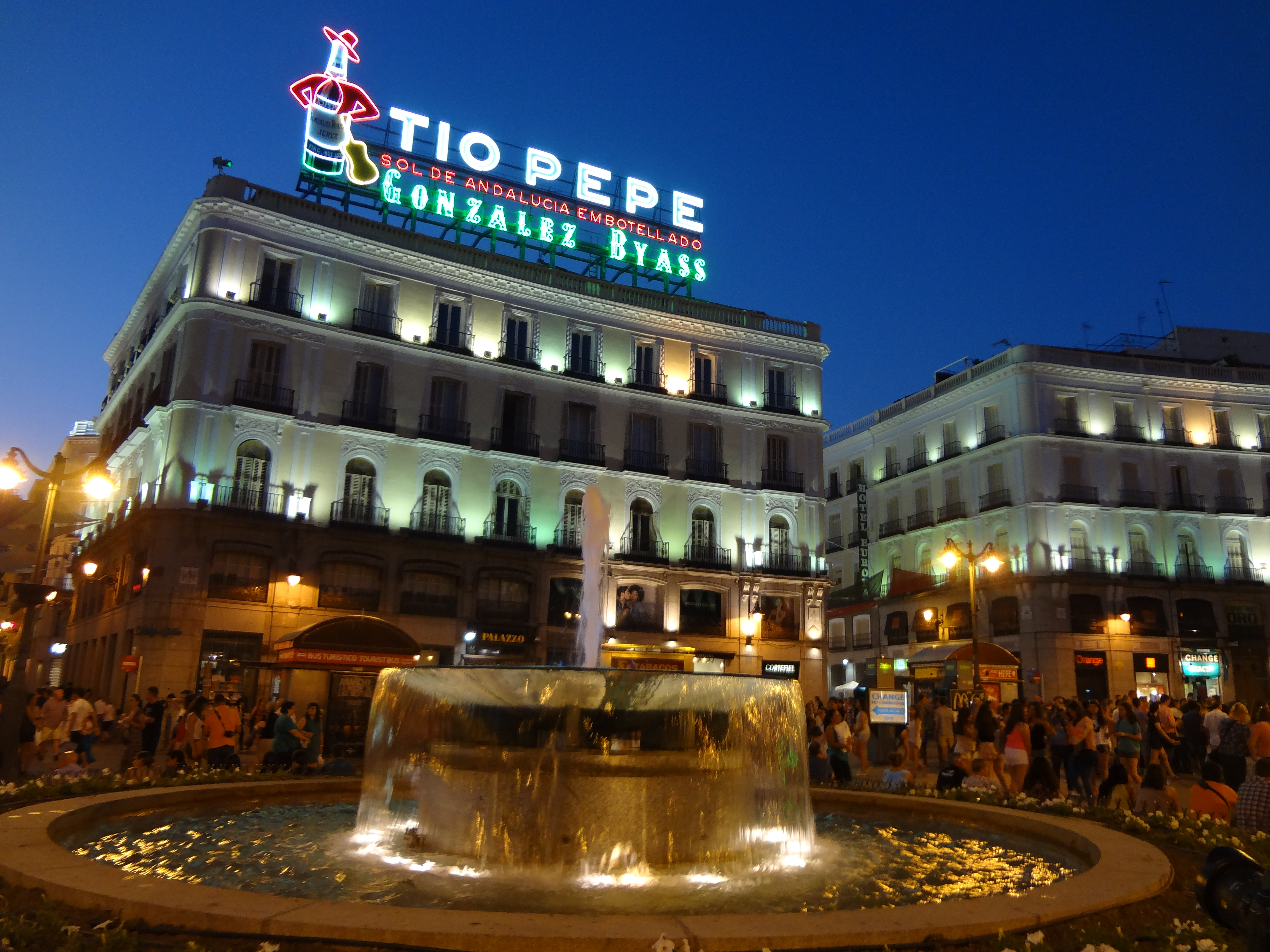
푸에르타_델_솔